# Margarethe Oppenheimer

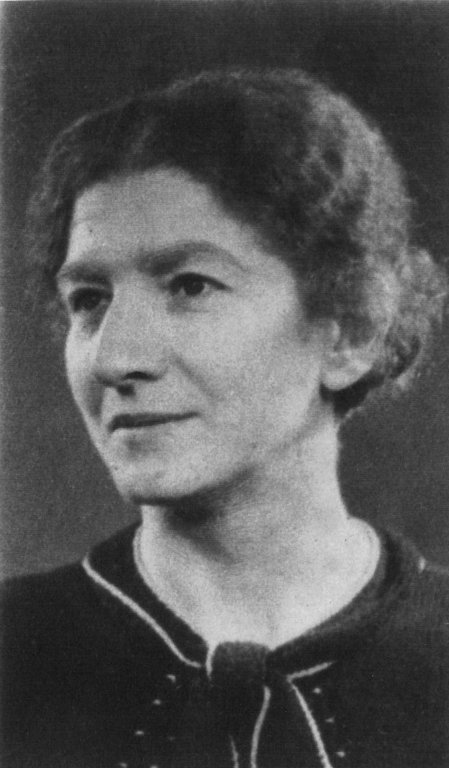
Margarethe Oppenheimer geb. Krämer, 1939

Margarethe Oppenheimer, geborene Krämer (* 8. Mai 1892 in Mannheim; † 16. August 1942 in Auschwitz) war als Jüdin den nationalsozialistischen Verfolgungen ausgesetzt. Sie stellte das Leben mehrerer Waisenkinder vor ihres und wurde mit 49 Jahren nach Auschwitz deportiert und im Zuge des Holocaust ermordet.

## Leben
Margarethe Oppenheimer, als Margarethe Krämer geboren, erblickte am 8. Mai 1892 als erstes von zwei Kindern in Mannheim das Licht der Welt. Ihre Eltern waren Moritz und Feodora Krämer, mit denen sie im Jahre 1905 nach Frankfurt zog. Sie studierte 1913–1919 in Heidelberg, Berlin und Jena Mathematik und Naturwissenschaften; anschließend unterrichtete sie in einem zionistischen Gymnasium in Kaunas (Litauen) Mathematik. Sie heiratete 1924 in Frankfurt den sozialdemokratischen Zigarettenfabrikanten Moritz Oppenheimer, bekam mit ihm vier gemeinsame Kinder und lebte bis 1939 mit ihnen in Fränkisch-Crumbach. Die vier Kinder hießen Hannah (* 1925), Ruth (* 1929), Michael (* 1930) und Feodora (* 1934). Im Nationalsozialismus hatte die jüdische Familie viel zu erleiden, z. B. mussten sie ihr Haus im Jahr 1938 weit unter Wert verkaufen. Im Jahr danach zog die Familie nach Mannheim.

## Leben im Nationalsozialismus
Margarethe fing an, das Israelitische Waisenhaus in Mannheim in R7,24 zu leiten. Sie rettete mit ihrem Ehemann ihre Töchter Ruth und Hannah durch einen Kindertransport nach England, während die beiden jüngsten Kinder mit den Eltern und den Kindern des Waisenhauses am 22. Oktober 1940 nach Gurs verschleppt wurden; von dort konnten sie dank jüdischer Hilfsorganisationen jedoch entkommen. 1942 schrieb sich die Familie zahlreiche Briefe, da sie nicht die Möglichkeit hatte sich zu sehen. Danach versuchte sich das Ehepaar Oppenheimer zu verstecken, doch konnten sie der Deportation gemeinsam mit allen Waisenhauskindern nach Auschwitz nicht entkommen. Dort wurden sie 1942 ermordet.

## Ehrung
Der Stolperstein zum Gedenken an Margarethe Oppenheimer wurde 2019 in Mannheim in R7,24 verlegt.